# Luddtörel
Luddtörel (Euphorbia salicifolia) är en törelväxtart som beskrevs av Nicolaus Thomas Host. Enligt Catalogue of Life ingår Luddtörel i släktet törlar och familjen törelväxter, men enligt Dyntaxa är tillhörigheten istället släktet törlar och familjen törelväxter. Arten förekommer tillfälligt i Sverige, men reproducerar sig inte. Inga underarter finns listade i Catalogue of Life.

## Bildgalleri

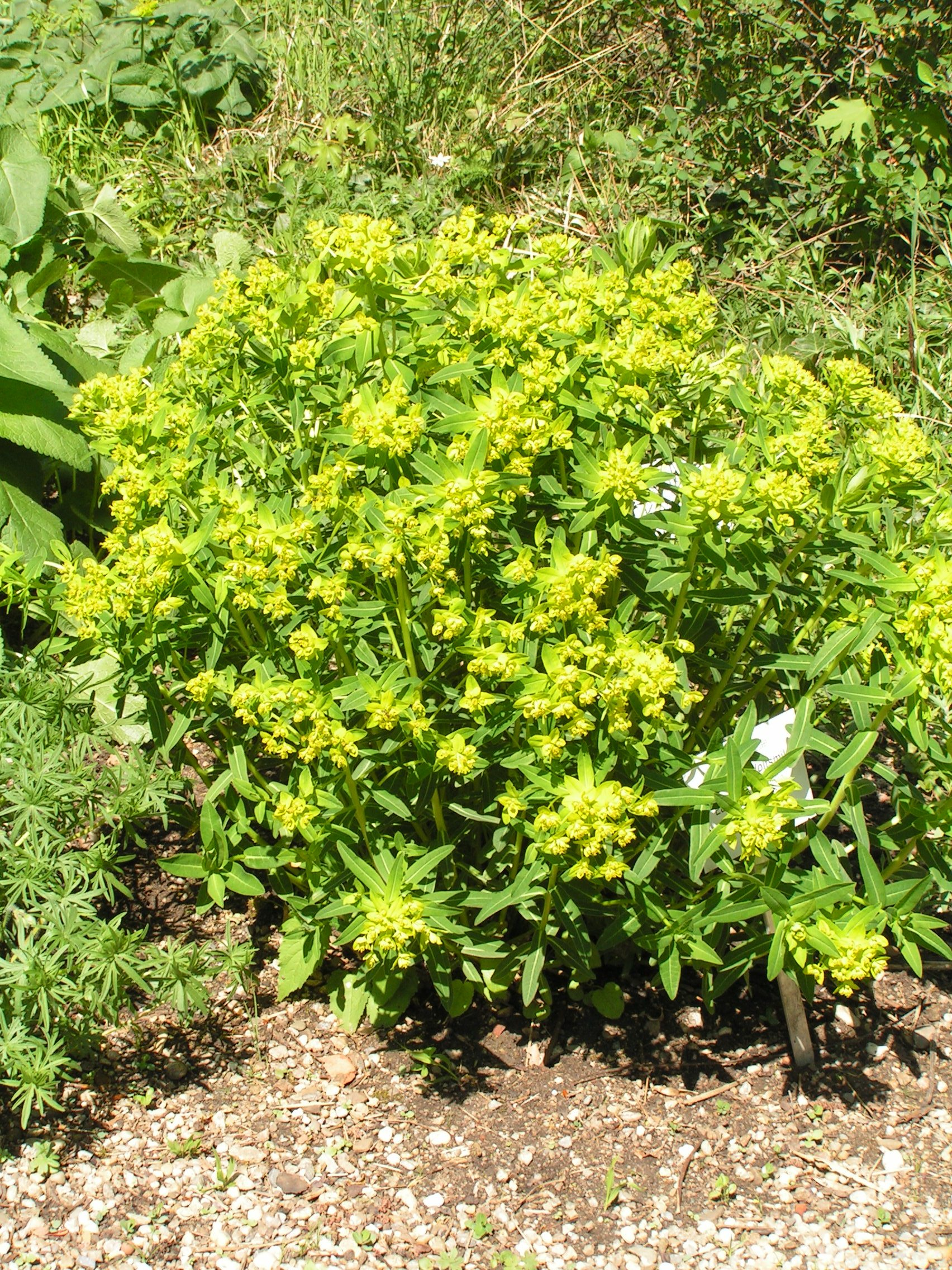
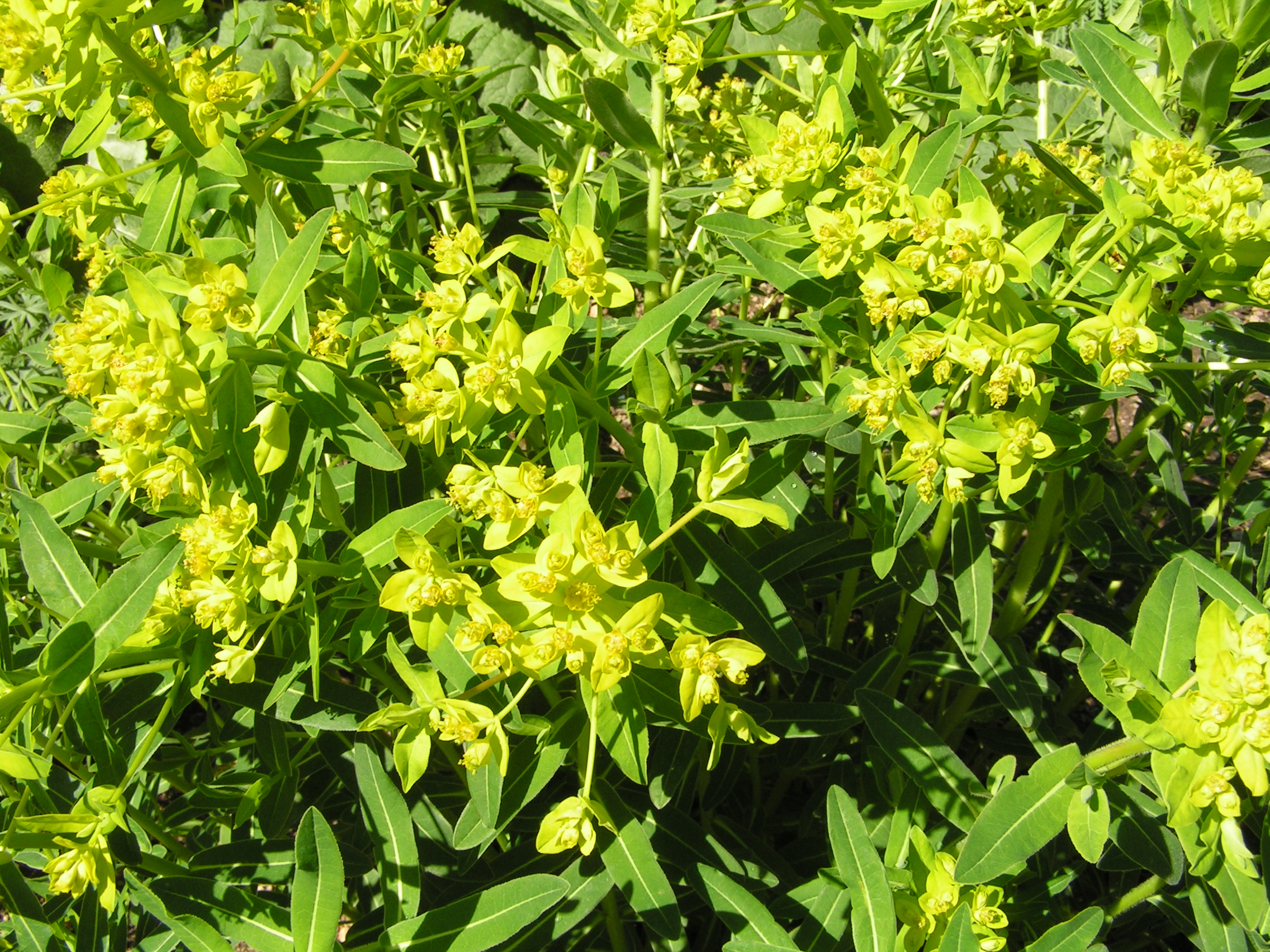
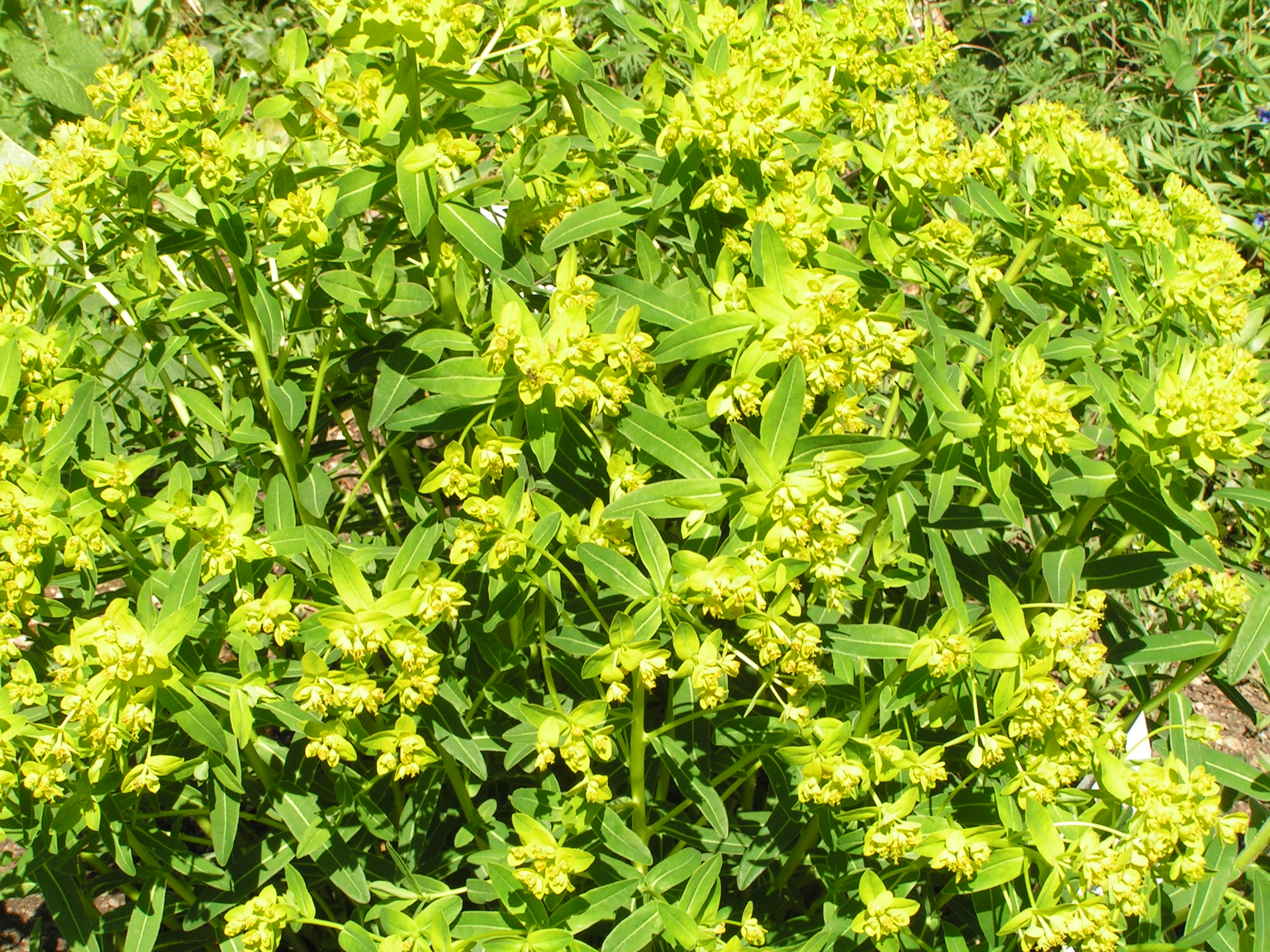